# Ђанини (Лука)
Ђанини је насеље у Италији у округу Лука, региону Тоскана.
Према процени из 2011. у насељу је живело 77 становника. Насеље се налази на надморској висини од 217 м.